# Celso Ba Shwe
Celso Ba Shwe (* 22. Juli 1964 in Momblo) ist ein myanmarischer römisch-katholischer Geistlicher und Bischof von Loikaw.

## Leben
Celso Ba Shwe erlangte zunächst an der University of Yangon einen Bachelor im Fach Geschichtswissenschaft. Von 1988 bis 1989 besuchte er das Kleine Seminar St. Theresa in Taunggyi. Anschließend studierte Ba Shwe Philosophie und Katholische Theologie am Priesterseminar St. Joseph in Pyin U Lwin und in Yangon. Am 16. April 1994 empfing er das Sakrament der Priesterweihe für das Bistum Loikaw.
Ba Shwe war zuerst als Pfarrvikar in Doungankha tätig. Von 1995 bis 1999 war er verantwortlich für die Evangelisationsgruppe Zetaman und für die Jugendpastoral im Bistum Loikaw. Danach fungierte Ba Shwe als stellvertretender Diözesanprokurator, bevor er im Jahr 2000 Generalprokurator der Bischofskonferenz von Myanmar (CBCM) wurde. Von 2009 bis 2010 wirkte er kurzzeitig als Pfarrer der Pfarrei Sacred Heart in Phasaung. Anschließend wurde Ba Shwe Pfarrer der Kathedrale Christ the King in Loi-kaw und Generalvikar. Nach dem Tod von Stephen Tjephe im Dezember 2020 leitete er das Bistum Loikaw während der Sedisvakanz als Diözesanadministrator.
Am 29. März 2023 ernannte ihn Papst Franziskus zum Bischof von Loikaw. Der Erzbischof von Taunggyi, Basilio Athai, spendete ihm am 29. Juni desselben Jahres die Bischofsweihe; Mitkonsekratoren waren der Bischof von Kengtung, John Saw Yaw Han, und der Bischof von Pekhon, Peter Hla.